# Radomskie Zakłady Przemysłu Skórzanego „Radoskór”
Radomskie Zakłady Przemysłu Skórzanego „Radoskór” – przedsiębiorstwo obuwnicze w Radomiu funkcjonujące w latach 1959–1999.

## Historia
Zakład powstał w 1959 jako przedsiębiorstwo państwowe na bazie pięciu garbarni i dwóch zakładów obuwniczych produkujących w oparciu o znacjonalizowane w 1945 przedwojenne linie produkcyjne fabryki Bata.
Przedsiębiorstwo przez 40 lat swojej działalności było jednym z większych zakładów pracy w PRL i największym producentem obuwia w kraju. Na jego potrzeby w 1970 rozpoczęto budowę na radomskim osiedlu Gołębiów uruchomionej w 1972 największej w Europie Garbarni Skór Miękkich dostarczającej surowiec dla zakładu produkcyjnego. Przedsiębiorstwo było patronem klubu sportowego RKS Radomiak, posiadało halę sportowo-widowiskową, zakładowy żłobek i przedszkole, przychodnię itp. W latach największej świetności zatrudniało 14 000 osób (dla porównania w latach 60. i 70. liczba mieszkańców Radomia wynosiła ok. 130–140 tys.).
Załamanie radzieckiego rynku zbytu i przemiany ustrojowe na przełomie lat 80. i 90. XX wieku doprowadziły do upadku przedsiębiorstwa. W lutym 1999 zostało ono postawione w stan upadłości, a następnie zlikwidowane.